# 布倫訥斯萊烏市鎮
布倫訥斯萊烏市鎮（丹麥語：Brønderslev Kommune）是丹麥的一個市鎮，位於北日德蘭島東部、文叙瑟爾東南部，東隔海與挪威相望，屬北日德蘭大區。面積633.18平方公里，2009年人口35,762人。首府布倫訥斯萊烏。
2007年1月1日由原布倫訥斯萊烏和德龍寧隆市鎮合併而成。